# Lee Mendelson
Leland Maurice Mendelson (San Francisco, 24 de marzo de 1933 - 25 de diciembre de 2019) fue un productor de animación estadounidense y productor ejecutivo de muchos de los especiales de los Peanuts.

## Biografía
Creció en San Mateo y se graduó de la escuela secundaria de San Mateo. Se graduó de la Universidad de Stanford en 1954 con una licenciatura en inglés. Fue teniente de la Fuerza Aérea durante tres años. Luego trabajó varios años para su padre, un productor y transportista de vegetales.

## Carrera profesional
La carrera de Mendelson en la televisión dio inicio en 1961, cuando comenzó a trabajar en KPIX-TV de San Francisco, donde creó anuncios de servicio público. Un hallazgo afortunado de algunas imágenes de películas antiguas de la Feria Mundial de San Francisco de 1915 condujo a la primera producción de Mendelson, un documental titulado The Innocent Fair . El documental fue el primero de una serie sobre la historia de la ciudad, San Francisco Pageant, por la que Mendelson ganó un premio Peabody.
Mendelson dejó KPIX en 1963 para formar su propia productora. Su primer trabajo fue un documental sobre Willie Mays, A Man Named Mays . Poco después de que se emitiera el documental, Mendelson se encontró con una tira cómica de Peanuts que giraba en torno al equipo de béisbol de Charlie Brown. Mendelson pensó que, dado que acababa de "hacer el mejor jugador de béisbol del mundo, ahora [él] debería hacer el peor jugador de béisbol del mundo, Charlie Brown". Mendelson se acercó al creador de Peanuts, Charles Schulz, con la idea de producir un documental sobre Schulz y su tira. Schulz, que había disfrutado del documental de Mays, estuvo de acuerdo. El documental no emitido de 1963, A Boy Named Charlie Brown, fue el comienzo de una colaboración de 30 años entre Schulz y Mendelson.
Mientras Mendelson intentaba encontrar un mercado para el documental de Schulz, The Coca-Cola Company se acercó a él y le preguntó si estaba interesado en producir un especial navideño animado para televisión. Mendelson lo estaba, e inmediatamente contactó a Schulz con respecto al uso de los personajes de Peanuts. Schulz, a su vez, sugirió contratar al animador y director Bill Melendez, con quien Schulz había trabajado mientras creaba una campaña publicitaria con el tema de Peanuts para Ford Motor Company. Mendelson también contrató al compositor de jazz Vince Guaraldi después de escuchar Cast Your Fate to the Wind, una canción compuesta por Guaraldi mientras conducía por el puente Golden Gate.
Después de un período de producción apresurado de seis meses, A Charlie Brown Christmas se emitió el 9 de diciembre de 1965 en CBS. El programa ganó un premio Emmy y un premio Peabody y fue el primero de más de 40 especiales animados de Peanuts creados por Mendelson, Melendez y Schulz. Además, colaboraron en The Charlie Brown and Snoopy Show, que se transmitía los sábados por la mañana durante la década de 1980.
En 1968, Mendelson produjo el documental Travels with Charley, basado en el libro de John Steinbeck.
Mendelson fundó y dirigió Lee Mendelson Film Productions, una productora de cine y televisión con sede en Burlingame, California. Mendelson Productions ha producido más de 100 producciones de cine y televisión, ganando 12 premios Emmy y 4 Peabody, así como numerosas nominaciones a los premios Grammy, Emmy y Oscar. Mendelson murió el 25 de diciembre de 2019 de cáncer de pulmón, dejando una esposa, Ploenta y cuatro hijos, incluida Lynda.